# (76803) 2000 PK30
(76803) 2000 PK30, também escrito como (76803) 2000 PK30, é um objeto transnetuniano que foi descoberto no dia 5 de agosto de 2000 por Matthew J. Holman. o mesmo possui uma magnitude absoluta (H) de 7,3 e, tem cerca de 153 km de diâmetro.

## Órbita
A órbita de(76803) 2000 PK30 tem um semieixo maior de 38,718 UA e um período orbital de cerca de 241 anos. O seu periélio leva o mesmo a 33,987 UA do Sol e seu afélio a uma distância de 43,448 UA.